# Římskokatolická farnost u kostela Nejsvětější Trojice, Brno-Královo Pole
Římskokatolická farnost Brno-Královo Pole je územním společenstvím římských katolíků v rámci brněnského děkanství brněnské diecéze s farním kostelem Nejsvětější Trojice. Území farnosti je vymezeno konkrétními ulicemi v brněnských městských částech Brno-Královo Pole a Brno-sever.

## Historie farnosti
Královopolský kostel spolu s kartuziánským klášterem založil roku 1375, tři měsíce před svou smrtí (12. listopadu téhož roku), moravský markrabě Jan Jindřich. Zakládací listina je datována k 13. srpnu roku 1375. Stavba kostela i kláštera probíhala zhruba do roku 1387. Původně gotický kostel byl v 2. polovině 18. století přestavěn do barokní podoby.
Podobně jako ostatní brněnské kostely, i kostel Nejsvětější Trojice s klášterem byl v průběhu let, zejména ve válkách, mnohokrát i vážně poškozen. Za více než čtyři století své existence klášter dvakrát vyhořel, třikrát byl vydrancován a zapálen husity, jedenkrát byl zapálen a rozbořen uherskými vojsky, jedenkrát byl vydrancován stavovskými vojsky, třikrát vojsky švédskými, jedenkrát vojsky pruskými. Roku 1782 byl klášter za Josefa II. zrušen a později přeměněn na kasárna.
Od 1. září 1784 bylo území Brna a jeho nejbližší okolí v důsledku josefínských církevních reforem nově rozdělen a zřízeny nové farnosti. Jednou z nich byla farnost Královo Pole (do té doby podléhalo Královo Pole faře u svatého Jakuba v Brně). Kostel od té doby sloužil jako farní pro obyvatele Králova Pole a okolních osad.
K 1. lednu 2005 byla z částí farností Brno-Královo Pole a Brno-Husovice zřízena farnost Brno-Lesná.

## Duchovní správci
Farářem je od 15. července 1998 R. D. Josef Jahoda. Ve farnosti působí jako výpomocný duchovní od 25. srpna 1999 R. D. Jiří Landa. Ve farnosti také dříve působil  R. D. Jan Pilař.

## Bohoslužby
| Kostel              | Místo             | Bohoslužba (den)                           | Hodina                                                  | Poznámka     |
| ------------------- | ----------------- | ------------------------------------------ | ------------------------------------------------------- | ------------ |
| Nejsvětější Trojice | Brno-Královo Pole | neděle pondělí středa čtvrtek pátek sobota | 7.30, 9.30, 18.30 7.00 18.00 (pro děti) 7.00 18.30 7.30 | farní kostel |

## Aktivity ve farnosti
Dnem vzájemných modliteb farnosti za bohoslovce a bohoslovců za farnost a Adorační den připadá na nejbližší neděli po 25. říjnu.
Ve farnosti se pravidelně koná tříkrálová sbírka, v roce 2015 se při ní vybralo 42 782 korun. Při sbírce v roce 2016 se vybralo v Králově Poli 54 394.V roce 2017 činil výtěžek sbírky v Králově Poli 46 484 korun.
Farní kostel je možné si prohlédnout během každoroční Noci kostelů. V jejím průběhu je možné si prohlédnout přilehlé klášterní zahrady, součástí programu je také komentovaná prohlídka varhan i vystoupení chrámového sboru Ve farnosti se pravidelně koná farní ples.
V roce 2016 se farnost přihlásila do soutěže o nejlépe opravenou památku Jihomoravského kraje. Zrestaurované lavice ve farním kostele Nejsvětější Trojice zvítězily v kategorii děl výtvarného umění.

## Primice
Ve farnosti slavili primici tito novokněží:
- Dne 4. července 1987 Josef Chyba
- Dne 6. července 2003 R. D. Jan Kříž.[11]
- Dne 26. června 2005 R. D. Ing. Mgr. Jan Zachoval, CSc.[12]